# 第24飛行隊 (南アフリカ空軍)
第24飛行隊（だい24ひこうたい、24 Squadron SAAF）は、かつて存在した南アフリカ空軍の飛行隊である。1941年3月5日に設立され、1945年11月6日に廃止。1946年4月に再設立され、1991年3月に廃止。